# Lilltjärnen (Hede socken, Härjedalen, 694453-135997)
Lilltjärnen är en sjö i Härjedalens kommun i Härjedalen och ingår i Ljusnans huvudavrinningsområde.